# Cây thường xanh

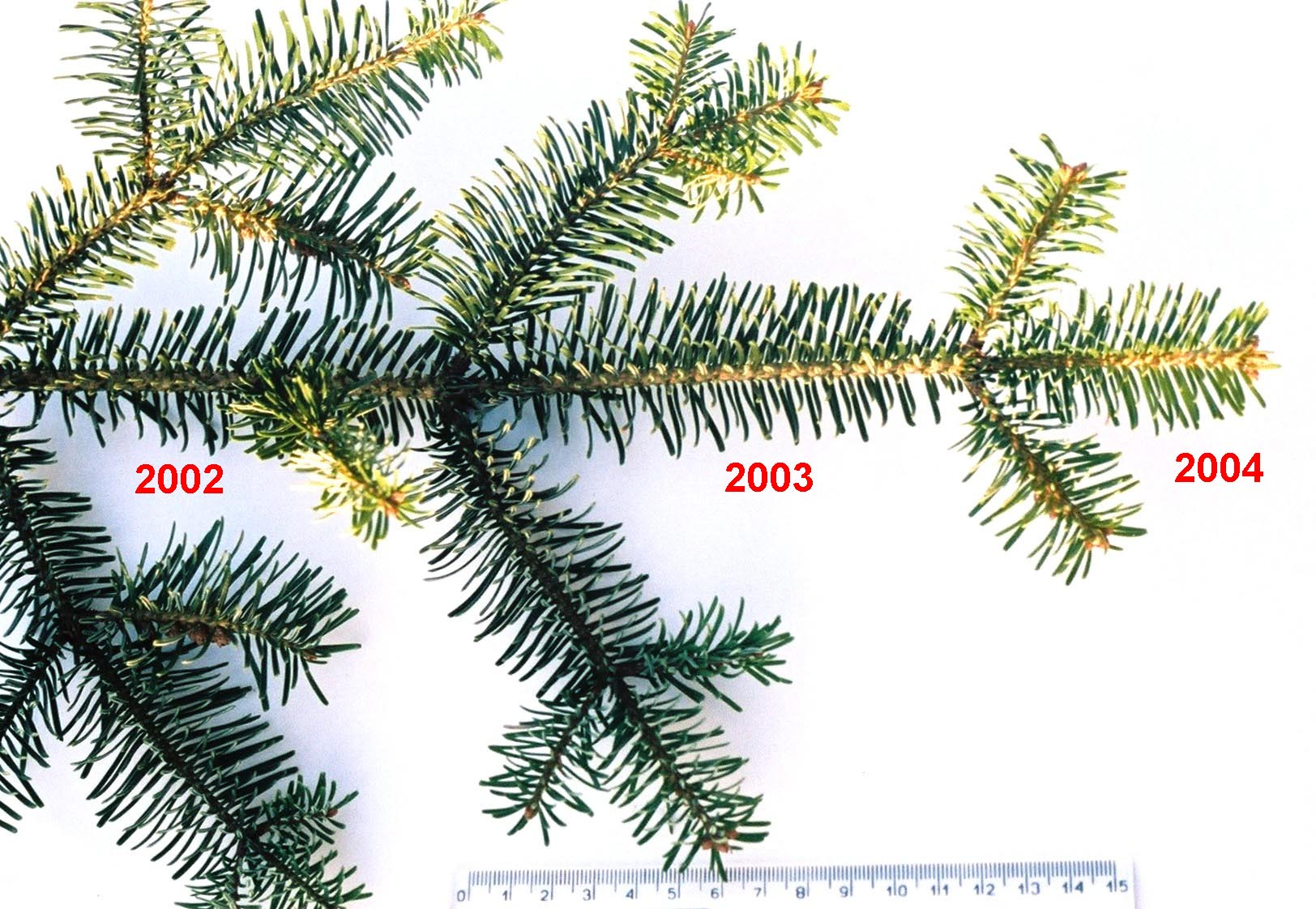
Một phần chồi của cây thông trắng (Abies alba) cho thấy các lá đã được giữ đến 3 năm.

Cây thường xanh (tiếng Anh: evergreen plant) là thuật ngữ khoa học dùng để chỉ cây rừng có lá tồn tại liên tục trong thời gian ít nhất là 12 tháng trên thân chính. Điều này khác biệt với các loài rụng lá hoặc là thân thảo (hàng năm hoặc lâu năm).
Trong danh pháp khoa học, đôi khi tính chất thường xanh cũng được dùng để mô tả cho đặc tính sinh học của một loài. Khi đó ở phần thứ hai của danh pháp sẽ là phần chữ biểu lộ tính chất sempervirens (có nghĩa là thường xanh). Ví dụ như một số loài điển hình: thích lá xanh (Acer sempervirens), bách Địa Trung Hải (Cupressus sempervirens), xuyên tâm liên san hô (Lonicera sempervirens)...

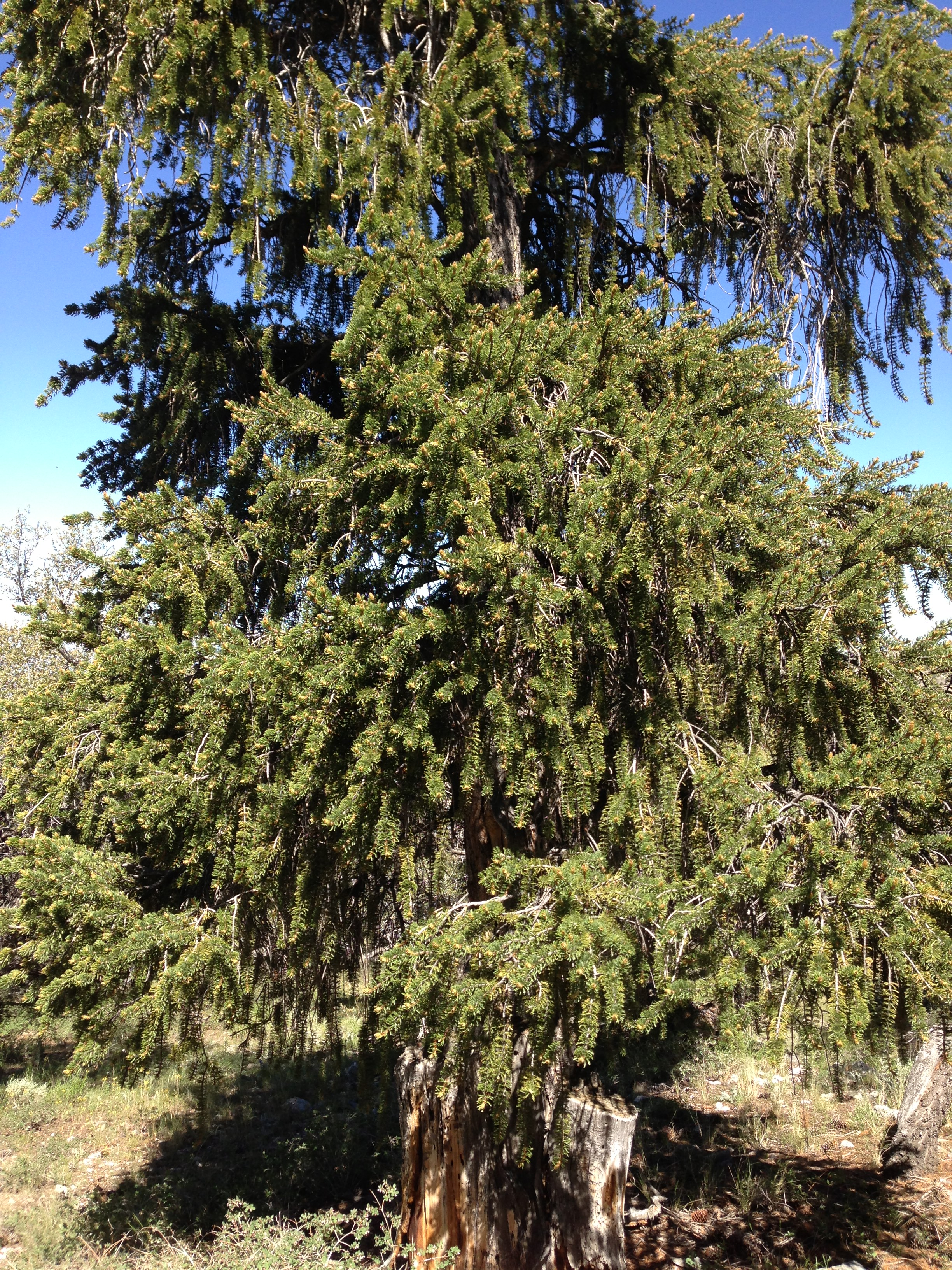
Bristlecone Pine

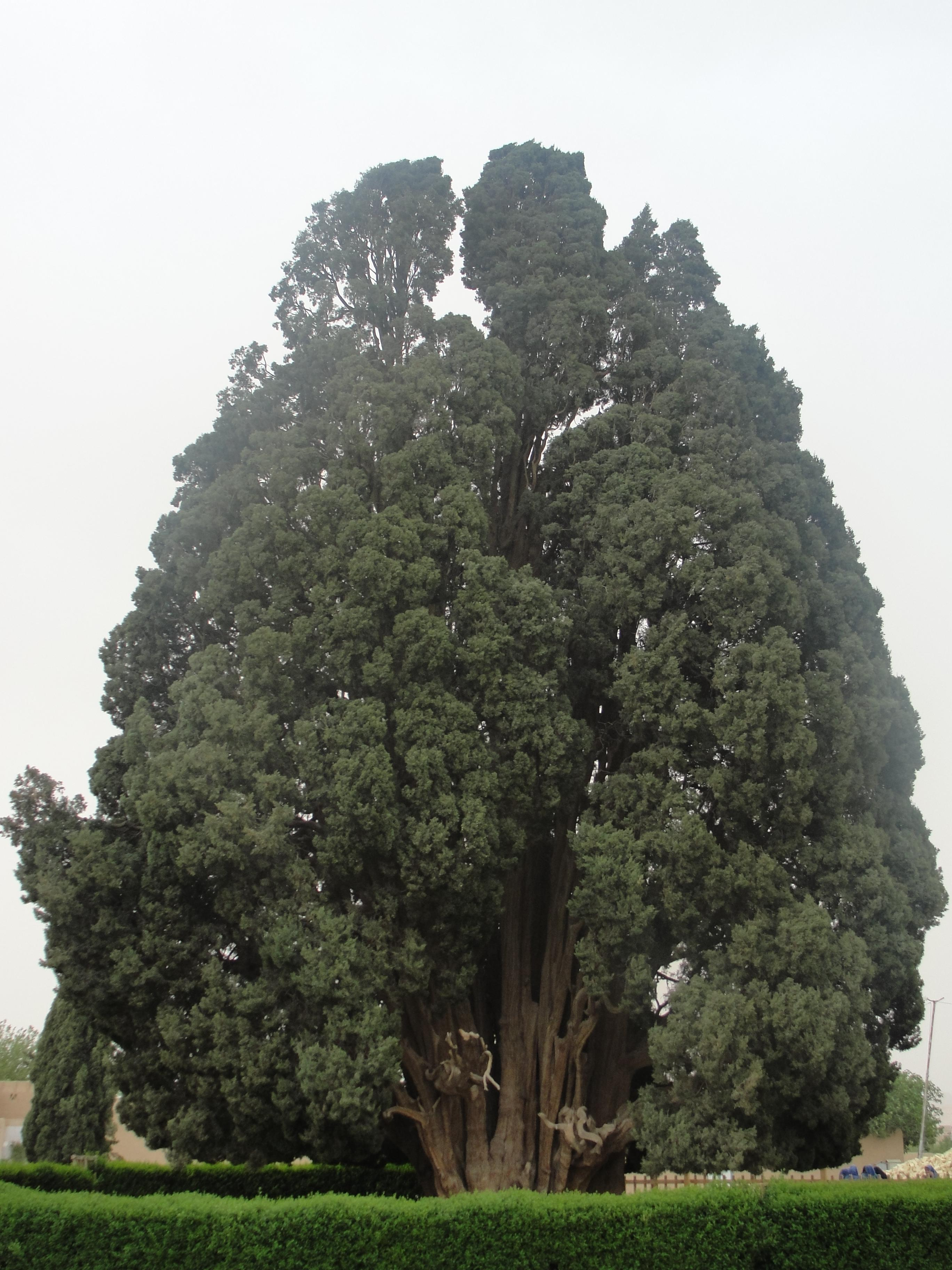
Cây bách (Cupressus sempervirens) 4000 tuổi ở Abarkuh, tỉnh Yazd, Iran

Sự duy trì của mỗi lá ở các loài cây thường xanh biến đổi từ vài tháng (với các lá mới mọc ra liên tục ngay khi các lá cũ rụng xuống) đến tối đa là 45 năm (cây Bristlecone Pine ở bồn địa Great Basin). Những loài có tuổi thọ lá 5 năm là rất hiếm.
Một trường hợp đặc biệt là loài Welwitschia mirabilis ở châu Phi, lá nó tồn tại theo tuổi thọ của cây, và mỗi cây chỉ phát triển có 2 lá. Tuổi thọ của lá có thể dài từ 20–40 năm.

## Giải thích hiện tượng

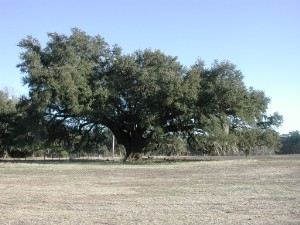
Một cây Sồi Virginia vào mùa đông.

Các cây rụng lá thường mất đi lá của chúng như là một cách thích nghi với các mùa lạnh hoặc khô. Các cây thường xanh cũng rụng lá, nhưng mỗi cây rụng lá từ từ và không phải rụng hết tất cả một lần. Hầu hết các thực vật ở rừng mưa nhiệt đới đều là thường xanh, thay thế lá từ từ quanh năm khi lá già và rụng, trong khi các loại mọc ở các vùng khí hậu khô theo mùa thì có thể là dạng thường xanh hoặc dạng rụng lá. Hầu hết các thực vật ở vùng khí hậu ấm áp ôn đới cũng là thường xanh. Ở các vùng khí hậu mát mẻ ôn đới thì ít có cây thường xanh hơn, mà chỉ có các loài thuộc ngành thông chiếm ưu thế, vì ít có cây thường xanh lá rộng nào có thể chịu đựng được cái lạnh khắc nghiệt của nhiệt độ âm 30 độ C.
Ở những vùng mà có điều kiện để trở thành dạng rụng lá (ví dụ mùa lạnh hoặc mùa khô), thì việc trở thành dạng thường xanh thường là để thích nghi với mức độ dinh dưỡng thấp. Các cây rụng lá mất đi chất dinh dưỡng mỗi khi chúng rụng lá. Ở những vùng ấm hơn, các chủng loài chẳng hạn như vài loài thông và bách mọc trên đất nghèo chất dinh dưỡng và nền không ổn định. Với Rhododendron, một chi với nhiều loài thường xanh lá rộng, vài chủng loài mọc ở các khu rừng trưởng thành nhưng thường được tìm thấy ở phần đất có độ chua cao, nơi mà dưỡng chất ít có sẵn cho các loài thực vật. Ở các khu rừng taiga hay rừng phương Bắc (boreal), thời tiết quá lạnh để các vật chất hữu cơ trong đất phân hủy nhanh chóng, vì thế các dưỡng chất trong đất khó có sẵn cho thực vật, do đó phù hợp với các loại thường xanh.
Ở các vùng khí hậu ôn đới, các loài thường xanh có thể hỗ trợ nhau sống sót; các bãi lá và kim của cây thường xanh có tỉ lệ cacbon-nito cao hơn so với lá của cây rụng lá, tạo cho đất độ chua hơn với hàm lượng nitơ trong đất thấp hơn. Những điều kiện này thích hợp cho sự phát triển cho cây thường xanh hơn và khó hơn đối với các cây rụng lá. Ngoài ra, nơi sinh sống tạo ra bởi các cây thường xanh có sẵn sẽ giúp các cây thường xanh con dễ sống sót hơn với mùa lạnh hay khô hạn.
Cây thường xanh và cây rụng lá có hầu hết các loại bệnh và côn trùng gây hại như nhau, nhưng với sự ôn nhiễm lâu dài, tro bụi và các chất độc trong không khí thì sẽ gây thương tổn cho cây thường xanh hơn là cây rụng lá (ví dụ như loài spruce picea vẫn còn trong các thành phố ở châu Âu).